# Norfolkvliegenvanger
De norfolkvliegenvanger (Petroica multicolor, Engels: Norfolk robin) is een insectenetende vogel die enkel voorkomt op een deel van het kleine eiland Norfolk bij de Australische oostkust. Het is een zeldzame en bedreigde soort; vooral ratten zijn een gevaar.

## Taxon
Deze zangvogel wordt geplaatst in de familie Petroicidae (Australische vliegenvangers). Lange tijd werd dit taxon opgevat als een ondersoort van de karmijnvliegenvanger (P. pusilla). Echter, volgens uitgebreid onderzoek dat in 2015 werd gepubliceerd, is de status van soort gerechtvaardigd. Bovendien is deze ook eerder verwant aan de roodkapvliegenvanger (P. goodenovii).

## Herkenning
De vogel is ongeveer 12 centimeter lang. Het mannetje is van boven zwart. De kop en hals zijn ook zwart en de borst en een groot deel van de buik zijn scharlakenrood. De onderbuik is wit, op de vleugel is een brede witte band en er is een duidelijke witte vlek op het voorhoofd. Het vrouwtje is bruingrijs, van onderen lichter dan van boven en haar verenkleed heeft een roodkleurige waas.

## Leefgebied en leefwijze
De norfolkvliegenvanger is evenals de norfolkkakariki en de mogelijk uitgestorven norfolkbrilvogel endemisch op het noordelijk deel van het eiland Norfolk. Hier komen 116 vogelsoorten voor, waarvan er 70 broeden. Het gebied behoort tot Australië en ligt ter hoogte van Brisbane op 1400 kilometer van de oostkust. Nieuw-Caledonië in het noorden en Nieuw-Zeeland in het zuiden zijn echter dichterbij, beide op 750 kilometer, zie ook de kaart onderaan.
De ondergrond van het vulkanische eiland is overwegend basaltisch, wat bij verwering een vruchtbare bodem geeft. Doordat het nooit verbonden is geweest met een landmassa, zijn alle soorten hier door migratie gekomen of geïntroduceerd door de mens.
Het leefgebied bestaat uit het natuurlijk regenwoud van het 6,5 km² grote natuurreservaat Norfolk Island National Park en enkele aangrenzende gebieden. Dit door de DOC beheerde reservaat in het noorden van het eiland wordt gedomineerd door drie boomsoorten: de lokale palm Rhopalostylis baueri, de Afrikaanse olijf (een invasieve ondersoort van de olijf) en eucalyptusplantages. De vogels foerageren in vergaan materiaal op insecten. Ze gebruiken de betrekkelijk open bodemlaag tussen de dichte ondergroei van de bomen.

## Status
Het aantal volwassen dieren in 1987 werd op 1040 geschat, in 1996 op 760 tot 880 en in 2018 op 750.
In 2017 was het broedsucces extreem laag: slechts 1,7 procent in de periode oktober tot december, in gebieden zonder roof door knaagdieren. Toch ging men anno 2023 uit van een gestage daling van de populatie, niet van een instorting. Verwilderde katten en andere invasieve soorten planten en dieren vormen een bedreiging, waardoor voortdurend actief natuurbeheer noodzakelijk is. Daardoor staat de norfolkvliegenvanger als bedreigd op de Rode Lijst van de IUCN, vooral vanwege predatie door ratten.

## Kaart
| Norfolk |
| --- |
| |
| Het omlijnde gebied is het Norfolk Island National Park. Klik op een kaart om beeldvullend te maken en te zoomen. |